# ネスプレッソ

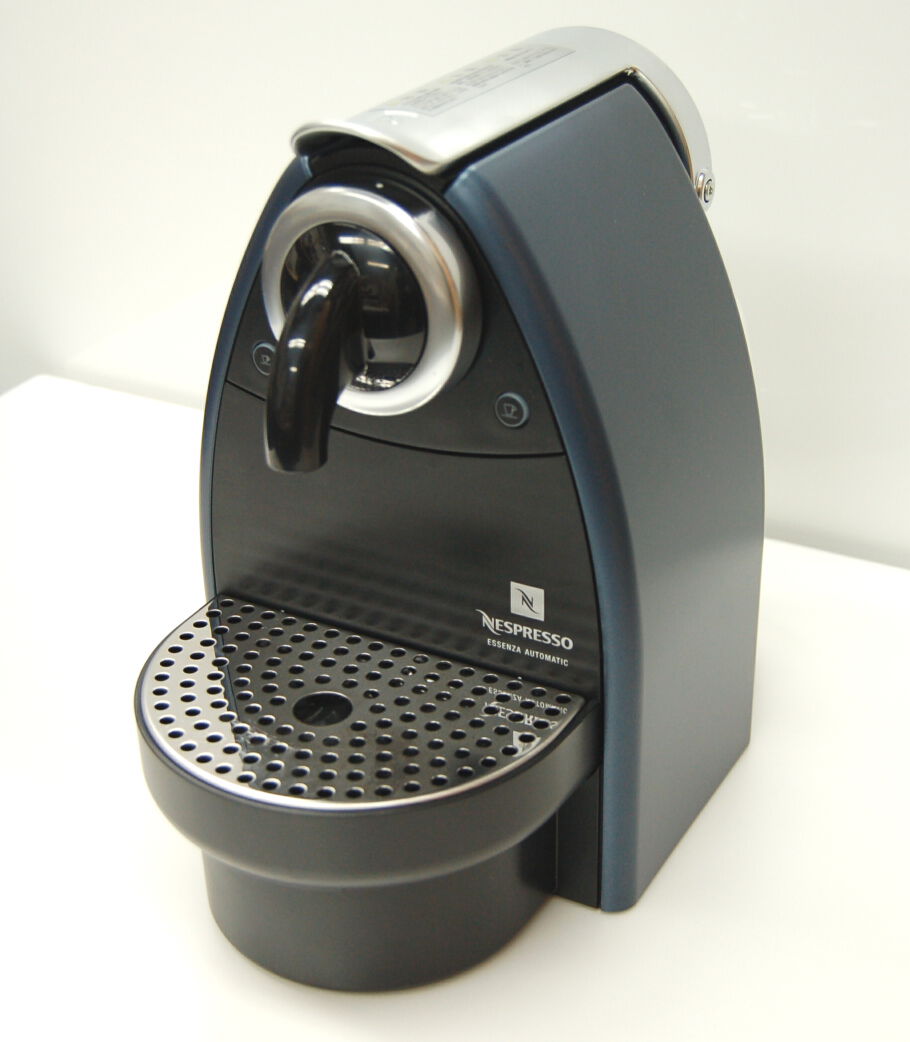
ネスプレッソ C100。

ネスプレッソ（NESPRESSO）は、カプセル式コーヒーを専用コーヒーメーカーにセットし、エスプレッソコーヒーを抽出できるシステム。またそのカプセル式コーヒー、専用コーヒーメーカー、独自のカスタマーサービスを提供するブランド。ネスレグループの1ブランドであり、日本ではネスレネスプレッソ株式会社が輸入販売を行う。本社はスイスのローザンヌ。
世界のコーヒー豆総生産量の1 - 2%しかない希少な高品質のコーヒー豆を使用したカプセルコーヒー“グラン・クリュ”と、業務用レベルの高圧力（最大 19 気圧）抽出による香りと味わいが評価され、一般家庭や世界中の高級レストラン・ホテルで提供されている。
エスプレッソコーヒーの美味な抽出は本来、珈琲豆の種類や焙煎加減、室温や湿度などを加味して挽き加減や抽出圧力の調整を要するが、本方式は調整済み珈琲粉を充填後に脱気密封した独自規格の小型カプセルを、必要の都度一杯毎に専用抽出機へ装填して簡便な操作で最適に抽出する、ネスレが開発した家庭消費者市場用のシステムである。

## 特徴
同類他規格に比し抽出機が小型で、定期メンテナンス時の抽出経路湯通しや受け皿洗浄などを除いて通常使用後は用済みカプセルの廃棄と電源切断で終了する。

## カプセル

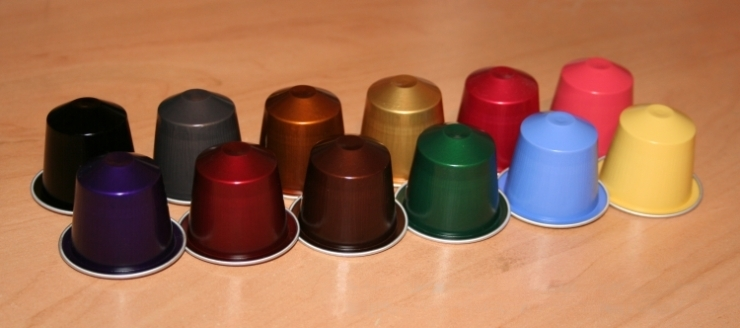
ネスプレッソのカプセルコーヒー。

独自カプセルはアルミ製で、日本国内では2017年7月時点で24種類。1カプセル当たり75円程度から、10カプセルが入ったスリーブと呼ばれる箱に入れられて販売されている。直営店（ブティック）の他、公式ウェブサイト、スマートフォンアプリ、フリーダイヤル、フリーダイヤルファックスなどの経路で販売されている。季節などで種類の入れ換えや限定品販売も見られる。

## ネスプレッソブティック
ネスレ独自の販売店舗で、抽出機とアクセサリーやカプセルを販売する専属従業員を配置してシステム説明など営業しており、適宜出退店も行われている。

## 広告展開
- ジョージ・クルーニー（2010年 - ）[3]
- 玉木宏（2018年9月 - ）[4]